# Lérida (Tolima)
Lérida es un municipio de la República de Colombia, en el departamento del Tolima.

## Historia
Sus primeros pobladores fueron los indios bledos y coloyas de la tribu panche, quienes fueron grandes orfebres y alfareros. 
Estas tierras fueron descubiertas por el conquistador español Sebastián de Belalcázar en noviembre de 1538. Su fundación se realizó el 26 de junio de 1777 y el virrey Manuel Antonio Flores dio vida legal al poblado.
La fundadora fue Manuela Arciniegas, dueña de la hacienda Peladeros, quien donó los terrenos para la nueva población, tomando esta el nombre de la hacienda, llamándose entonces «Parroquia de Peladeros» 
"Distrito de Peladeros" donde su primer Alcalde fue Fernando Terreros; el nombre de Distrito de Peladeros se conservó hasta 1851, cuando fray Maldonado solicitó el cambio de nombre por el de Lérida, ciudad española homónima de Cataluña.
El 17 de enero de 1817 fue fusilada en Lérida la heroína de la independencia Anselma Leyton.
En el nuevo "Distrito de Lérida" continuó como Alcalde Terreros hasta 1853 cuando entregó la administración a Valentín Dago, entre ese periodo de administración, por virtud del Decreto Legislativo del 23 de abril de 1849, los Alcaldes (Terreros y Dago) entregaron 50 fanegadas de tierra a cada habitante de la zona.
Fue erigida municipio el 21 de febrero de 1863, iniciando su administración el 1 de enero de 1864. El primer alcalde municipal fue Antonio Dorjuela.
El 6 de julio de 1986, fue visitado por Juan Pablo II.

## Toponimia
Lleva este nombre por la solicitud del fray Maldonado del cambio de nombre por el de Lérida, ciudad española homónima en Cataluña.

## División político-administrativa

### Cabecera municipal
Su cabecera municipal, se encuentra dividida en los barrios: Sabroso, 20 de Julio, Pacheco, Brisas de Coloya, Centro, Las Brisas, Jordán, Carmelo, Minuto I, II, III, Villa Holanda, Adra Ofasa, Inurbe, Actuar, Pajonales, Pastoral Social, Resurgir, San Lorenzo, Eternit, Visión Mundial, La Paz, Juan Pablo II, Club de Leones, La Unión, Nuevo Armero, La Libertad, Tejares de Holanda, Alemán, Venezolano, Ciudadela el Jardín, Protecho, Zona industrial y Aldea Buenos Aires.

### Centros poblados
Lérida tiene bajo su jurisdicción los centros poblados:

Mapa veredal de Lérida.

- Delicias
- Iguacito
- Padilla
- San Francisco de La Sierra

#### Veredas
El municipio tiene constituido las siguientes veredas: 
Alta Miranda, Alto del Bledo, Alto del Sol, Alto Mengue, Área de expansión, Bledonia, Carabalí, Coloya, Delicias, El Censo, Iguacito, La Ínsula, La Sierra, Las Rojas, Los Planes, Padilla Alta, Padilla Baja, San Antonio, San José y Tierras Libres.

## Demografía
Población:
- Zona urbana: 13977 habitantes
- Zona rural: 4138 habitantes
- Total: 18115 habitantes

## Geografía
- Extensión: 281 km²
- Altura: 366 m s. n. m.
- Temperatura: 28 grados centígrados

Límites:
|               | Norte: Armero  |                |
| Oeste: Líbano |                | Este: Ambalema |
|               | Sur: Venadillo |                |

Distancias: 
- Distancia a Ibagué: 73 kilómetros
- Distancia a Bogotá: 173 kilómetros por la vía a Cambao, 201 kilómetros por la vía a  Honda y 241 kilómetros por la vía a Ibagué

## Economía
Tiene una gran actividad comercial. La agricultura tiene gran importancia especialmente en la producción de arroz a partir de riego, que es el producto principal y fundamental de su economía. Otros productos importantes son maíz, sorgo (millo), algodón, plátano, caña de azúcar, aguacate, banano y café en la parte montañosa. Lérida, cuenta con un sistema bancario representado por el Banco de Bogotá. 

## Turismo
- Ferias y fiestas patronales. Febrero 1 al 6. Este es el evento principal que se realiza en Lérida y que gira alrededor de las fiestas en honor a la virgen de la candelaria. Se organizan eventos tales como bailes populares, concursos de diferente tipo, carreras de motos y reinados populares

- Reinado comunitario. Con participación de candidatas de los diferentes barrios y los centros poblados.
- Carreras de motos. La tradicional es la carrera de motovelocidad que se viene realizando desde hace ya muchos años y que se realiza en el circuito callejero en la avenida las palmas. En ocasiones se realizan carreras de motovelocidad en arena en una pista a las afueras del pueblo o también se organizan carreras en los diferentes centros poblados.

- Corridas de toros. Tradicionalmente se habían realizado corridas de toros pero desde el año 2020 no se realizan más porque la administración municipal considera que por ser maltrato animal debe suspenderse esta práctica.

- Durante varios años se celebró el festival sanjuanero del norte creado por varios historiadores y folcloristas destacados del municipio, pero cuando estos no pudieron seguir al frente del certamen, este se suspendió y en cambio se crearon otras actividades que giran en torno a la celebración del san juan y san pedro con actividades folclóricas.

- Fiestas de Santa Ana. Julio 27. Se celebran en el centro poblado la Sierra.
- Fiestas de Iguasitos (Reinado del medio ambiente). Junio 28 a julio 2. Vereda Iguasitos.

- Desfile de muñecos de año viejo. Diciembre 31. Es tradicional en Lérida el desfile de muñecos de año viejo que se realiza todos los años el día 31 de diciembre con participación de muchos barrios del municipio.

Sitios de interés
- Casa de la cultura “Ciutat de Lleida”. La casa de la cultura de Lérida se construyó con aportes del ayuntamiento de Lérida, ciudad situada en España, como un aporte y demostración de hermandad y ha sido una gran herramienta para direccionar los diferentes certámenes y actividades culturales a nivel regional.

- Puente Juan Domínguez: Es un puente colgante construido en madera y cables de acero en tiempos de la colonia, por el arquitecto español Juan Domínguez. Este puente comunicaba con el antiguo santuario de la virgen de Coloya, hoy en día se encuentra en estado de total deterioro y prácticamente no se puede transitar sobre el.

- Ruinas de Coloya: Desafortunadamente el santuario de la virgen de Coloya que en época de la colonia fue muy importante y muy visitado hoy está convertido en escombros. Aún se hacen peregrinaciones al pequeño altar que aún subsiste.

- Charco “Hecha humo”. Distante 5 km sobre el río Bledo. Lugar paradisíaco que de su afluente y choque constante con las peñas y caída libre del agua, sale el rocío del agua, observándose una lluvia de encanto y frescura, ahí también encontramos el tobogán de piedra que ha formado con su trasegar de historia y vida.

- El Hervidero: También llamado “El oído del volcán” Ubicado a 45 minutos, es un nacimiento de aguas termales ricas en oxígeno y sulfurosas con propiedades medicinales, donde podemos observar como brota de una peña agua con una elevada temperatura, sabor y color a azufre, se dice del que es un oído del volcán nevado del Ruíz.

- Las juntas: Situado a 10 minutos es una hermosa piscina natural enclavada en las rocas, es el punto donde convergen el río Bledo y la Quebrada de Agua Fría.

- Charco el tambor: Distante 5 kilómetros de la población sobre el río Bledo como su nombre lo indica por su forma y despliegue lento del pasar de sus aguas.

- Cueva el tejedor: Ubicada sobre la quebrada la María, a 10 minutos del centro de la población. Lugar que da inicio el recorrido desde el puente del balneario los Pijaos, conduciendo su vertiente hacia la parte de abajo a un kilómetro exacto, de este lugar solo hay una parte de ella. La historia cuenta que era tal su inmensidad que viene hasta la parte de atrás de la iglesia y que dentro de ella cabrían tres mil hombres de a caballo; medio que utilizaban para ocultarse de los españoles y vivir dentro de ella.

- Están sus balnearios como lo son Las Palmas , El Rubí, La Bonita y Los Pijaos.

## Servicios

### Educación
Lérida cuenta con 21 centros educativos de educación básica y media, 2 centros de educación superior, 1 centro de enseñanza técnica. Se encuentran además se encuentran: el Centro regional de educación superior CERES (Universidad Minuto de Dios), Servicio nacional de aprendizaje (SENA), y la Universidad del Tolima.

### Salud
Hospital “Reina Sofía de España” de segundo nivel, Hospital Mental, Instituto Colombiano de Bienestar Familiar (ICBF).

### Iniciativas comunitarias y educativas
Desde el año 2024, en el barrio ADRA OFASA del municipio de Lérida, se viene desarrollando el proyecto comunitario “Mi Cuento, Tu Cuento, Nuestro Cuento”, liderado por estudiantes de la Universidad Minuto de Dios, en articulación con la Junta de Acción Comunal local. Esta iniciativa tiene como propósito fomentar el hábito de la lectura y la escritura en niños y jóvenes de la comunidad, fortalecer sus habilidades comunicativas, cognitivas y socioemocionales, y promover espacios de encuentro alrededor de la palabra.
El proyecto se desarrolla en sesiones semanales que combinan dinámicas lúdicas, talleres de creación literaria, actividades artísticas y momentos de lectura compartida. Como cierre del proceso, los participantes presentan una obra de teatro y una exposición de cuentos escritos por ellos mismos, reforzando así su sentido de pertenencia y expresión creativa.

## Servicios públicos
- Energía Eléctrica: Celsia, es la empresa prestadora del servicio de energía eléctrica.
- Gas Natural: Alcanos de Colombia es la empresa distribuidora y comercializadora de gas natural en el municipio.